# Movimiento por los derechos de los hombres

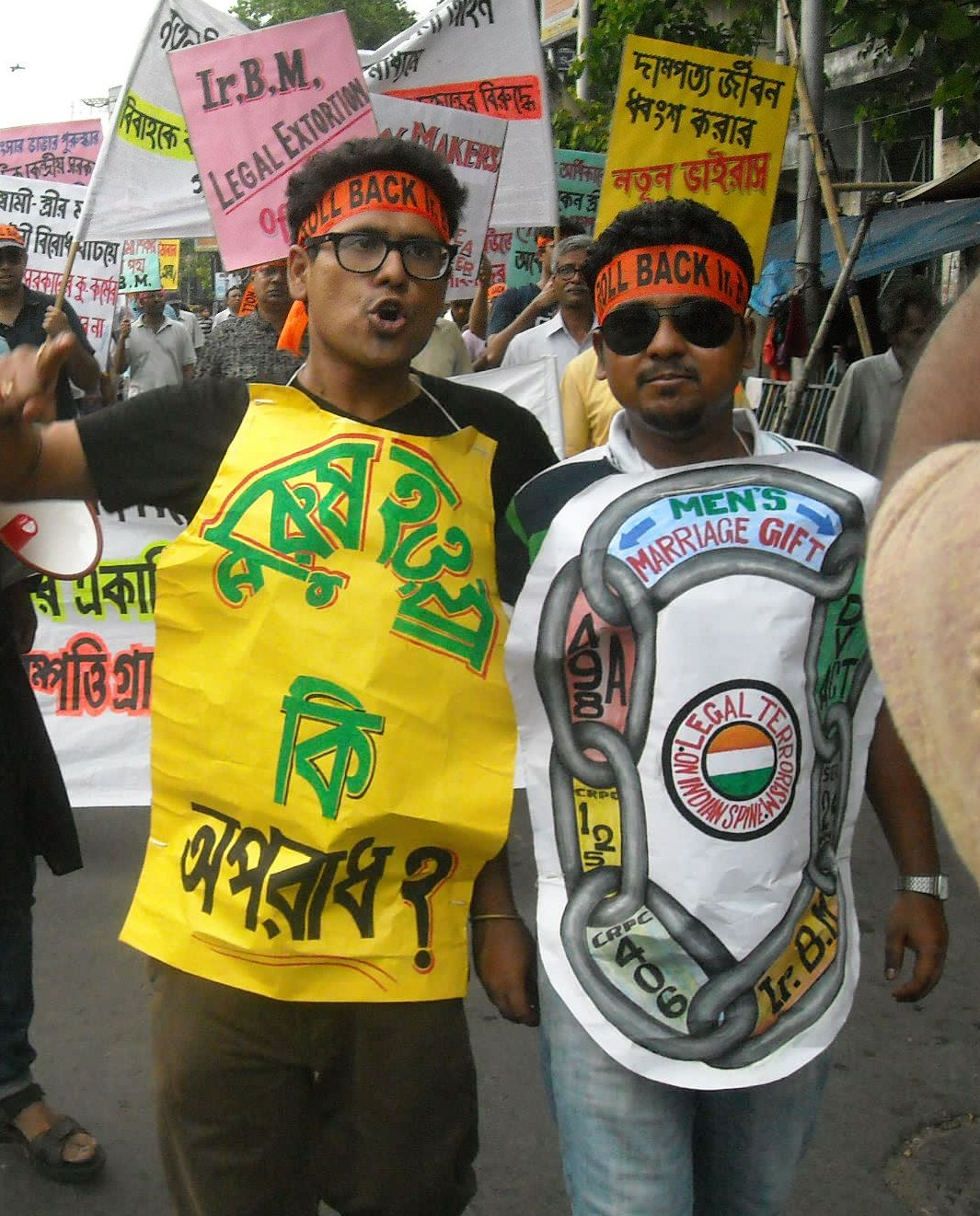
Movimiento derechos de los hombres en Bengala. Muestra a un hombre preguntando si es un pecado nacer hombre.

El movimiento por los derechos de los hombres (MDH) es una parte del movimiento de hombres. Se ramificó desde el movimiento de liberación de los hombres a principios de 1970. El movimiento está compuesto por una variedad de grupos e individuos que se enfocan en numerosos temas sociales. El movimiento se centra en cuestiones de numerosos ámbitos de la sociedad (incluyendo el derecho de familia, la paternidad, la reproducción, la violencia doméstica) y los servicios del gobierno (incluyendo la educación, el servicio militar obligatorio, la protección social y las políticas de salud) que ellos afirman que discriminan al varón.

## Historia

### Precursores

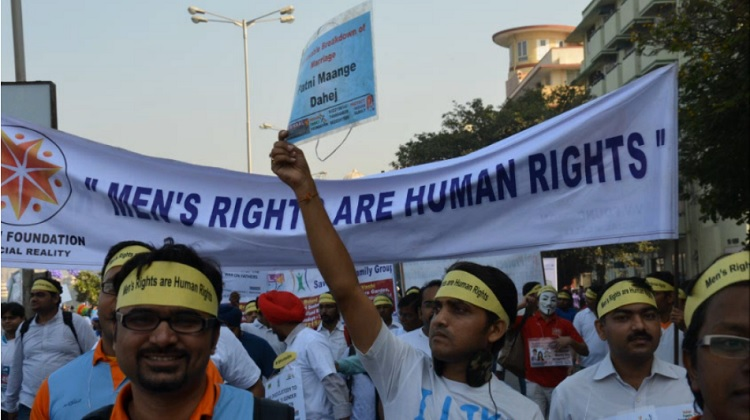
Marcha del Movimiento derechos de los hombres en India.

El término «derechos de los hombres» se utilizó por lo menos ya en febrero de 1856, cuando apareció en la Putnam's Magazine.
Tres organizaciones de derechos de los hombres vagamente conectadas se formaron en Austria en el período de entreguerras. La Liga de los Derechos de los hombres fue fundada en 1926 con el objetivo de «combatir todos los excesos de la emancipación de la mujer». En 1927, el Liga Justitia para la Reforma del Derecho de Familia y la Liga Mundial Aequitas por los Derechos de los Hombres se separaron de la Liga de los Derechos de los hombres. Los tres grupos de derechos de los hombres se opusieron a la entrada de las mujeres al mercado laboral y a lo que vieron como la influencia corrosiva del movimiento de mujeres en las instituciones sociales y jurídicas. Criticaron la legislación sobre matrimonio y familia, especialmente la obligación de pagar la manutención conyugal y de los hijos a los exesposas e hijos ilegítimos y apoyaron el uso de análisis de sangre para determinar la paternidad. Justitia y Aequitas publicaron sus propias revistas de corta vida, el  Periódico de los derechos de los hombres y Autodefensa, en los que expresaron sus puntos de vista, fuertemente influenciados por las obras de Heinrich Schurtz, Otto Weininger y Jörg Lanz von Liebenfels. Las organizaciones dejaron de existir antes de 1939.

### Formación de los movimientos
El moderno movimiento derechos del hombre surgió del movimiento de liberación de los hombres, que apareció en la primera mitad de la década de 1970 cuando algunos pensadores comenzaron a estudiar las ideas y las políticas feministas. El movimiento de liberación de los hombres reconoció el poder institucional de los hombres, mientras que hacía el examen crítico de los costos de la masculinidad tradicional. A finales de la década de 1970, el movimiento de liberación de los hombres se dividió en dos ramas separadas con puntos de vista opuestos: el movimiento de los derechos de los hombres profeministas y el antifeminista. Activistas de los derechos de los hombres habían rechazado los principios feministas y se centraron en las áreas en las que creían los hombres estaban en desventaja, eran oprimidos o eran discriminados. En los años 1980 y 90, activistas de los derechos de los hombres se opusieron a los cambios sociales perseguidos por las feministas y defendieron el orden de género tradicional en las familias, las escuelas y los lugares de trabajo. Activistas de los derechos de los hombres veían a los hombres como un grupo oprimido y creían que la sociedad y los hombres habíán sido «feminizados» por el movimiento de mujeres. Sarah Maddison, una autora australiana, ha afirmado que Warren Farrell y Herb Goldberg «argumentan que, para la mayoría de los hombres, el poder es una ilusión y que las mujeres son las verdaderas detentadoras del poder en la sociedad a través de sus papeles como las cuidadoras primarias y como encargadas de la crianza de los niños».
Una de las primeras grandes organizaciones de derechos de los hombres fue la Coalición estadounidense de reforma de elementos del divorcio, fundada por Richard Doyle en 1971, de la que la Asociación de Derechos de los Hombres se escindió en 1973. Hombres Libres Inc. fue fundada en 1977 en Columbia, Maryland, generando varios capítulos en los años siguientes, los que finalmente se fusionaron para formar la Coalición Nacional de Hombres Libres (ahora conocida como la Coalición Nacional de Hombres). Derechos de los Hombres, Inc. también se formó en 1977. En el Reino Unido, un grupo de derechos de los hombres que se autodenominaba Movimiento de Hombres del Reino Unido comenzó a organizarse a principios de la década 1990. La Save Indian Family Foundation (SIFF) fue fundada en 2005 y en 2010 afirmó tener más de 30.000 miembros.
Grupos de derechos de los hombres se han formado en algunos países europeos durante períodos de conservadurismo y de políticas de apoyo a las relaciones familiares y de género tradicionales. En los Estados Unidos, el movimiento de los derechos de los hombres tiene lazos ideológicos con el neoconservadurismo. Activistas de los derechos de los hombres han recibido el apoyo mediante cabildeo de organizaciones conservadoras y sus argumentos se han cubierto ampliamente en los medios neoconservadores.
El movimiento de los derechos de los hombres se ha vuelto más ruidoso y más organizado desde el desarrollo de internet. Ha surgido la manósfera y sitios web de los derechos de los hombres han proliferado en Internet. Los activistas se organizan principalmente en línea. El sitio más popular de los derechos de los hombres es A Voice for Men. Otros sitios dedicados a los temas de derechos de los hombres son el Retorno de los Reyes de Roosh V, la Fundación de Derechos de los Padres, Los Hombres que Siguen su Propio Camino (MGTOW, por sus siglas en inglés), y los subreddits /r/MensRights y /r/TheRedPill. Activistas de los derechos de los hombres a menudo utilizan la metáfora de la píldora roja y píldora azul de una escena en Matrix para identificarse entre sí en línea y en referencia al momento en que se dieron cuenta de lque los hombres del mundo están oprimidos.
Se han formado partidos políticos que se centran en los derechos de los hombres incluyendo el australiano Partido de los padres sin custodia (Igualdad parental) y el israelí Partido derechos del hombre en la familia.
La mayoría de los activistas de derechos de los hombres en los Estados Unidos son blancos, de clase media y heterosexuales. Entre los activistas prominentes se incluyen Warren Farrell, Herb Goldberg, el autor de La Violación del Hombre Richard Doyle, el miembro de A Voice for Men Paul Elam y Asa Baber. Recientemente, varias mujeres se han convertido en voceras importantes del MDH, entre ellas Karen Straughan, Helen Smith y Erin Pizzey.

### Relación con el feminismo
Algunos estudiosos consideran al movimiento de los derechos de los hombres un contragolpe o un contramovimiento al feminismo. Bob Lingard y Peter Douglas sugieren que el ala conservadora del movimiento de los derechos de los hombres, antes que la posición en general de los movimientos de los derechos de los hombres, es una reacción antifeminista. El estudioso de la masculinidad Jonathan A. Allan describió al movimiento de los derechos de los hombres como un movimiento reactivo que se define por su oposición al feminismo, pero que aún no ha formulado sus propias teorías y metodologías fuera del antifeminismo.
El movimiento de los derechos de los hombres consiste en diversos puntos de vista que rechazan las ideas feministas y profeministas. Activistas de los derechos de los hombres han dicho que creen que el feminismo ha sobrepasado sus objetivos y perjudicado a los hombres. Creen que a los hombres se les han quitado derechos y que son víctimas de lo que llaman ginocentrismo y las influencias feminizantes en la sociedad. Ellos niegan que los hombres como grupo tengan poder institucional y privilegio y creen que los hombres son a menudo víctimas y están en desventaja con respecto a las mujeres. Grupos de derechos de los hombres (principalmente los más conservadores), rechazan la idea de que el movimiento feminista está interesado en los problemas de los hombres y algunos activistas de los derechos de los hombres perciben el movimiento de mujeres como un complot para ocultar la discriminación contra los hombres.

## Cuestiones de las que se ocupa
El movimiento derechos del hombre se ocupa de una amplia variedad de temas, algunos de los cuales han generado sus propios grupos o movimientos, como el movimiento derechos de los padres, que se ocupa específicamente del divorcio y custodia de los hijos. Algunos, si no muchos, de los temas de los derechos de los hombres se originan en cuestiones tales como doble estándar, roles de género y, según el sociólogo Allan Johnson, patriarcado.

### Adopción
Activistas de los derechos de los hombres buscan ampliar los derechos de los padres solteros en caso de adopción de sus hijos. Warren Farrell afirma que al no informar al padre de su embarazo, una mujer embarazada priva a un niño adoptado de una relación con el padre biológico. Propone que las mujeres pueden ser obligadas legalmente a hacer todos los esfuerzos razonables para notificar al padre de su embarazo dentro de los cuatro a cinco días.
En respuesta, el filósofo James P. Sterba se manifiesta de acuerdo en que por razones morales una mujer debe informar al padre del embarazo y la adopción, pero esto no debería aplicarse como un requisito legal, ya que podría dar lugar a una presión indebida, por ejemplo, la de tener un aborto.

### Leyes contra las dotes
Las organizaciones de derechos de los hombres, como Save Indian Family Foundation (SIFF) afirman que las mujeres hacen mal uso de la legislación destinada a protegerlas de la muerte de dote y de las novias quemadas vivas. SIFF es una organización de derechos de los hombres en la India que se centra en el abuso de las leyes anti dote contra los hombres. SIFF ha hecho campaña para abolir Sección 498A del Código Penal de India, que protege a las esposas de ser acosados por negarse a pagar la dote. SIFF afirma que las leyes antidote están siendo regularmente abusadas para resolver pequeños conflictos en el matrimonio y que regularmente reciben llamadas de muchos hombres cuyas esposas han utilizado reclamos falsos de dotes para encarcelarlos.

### Custodia de los hijos

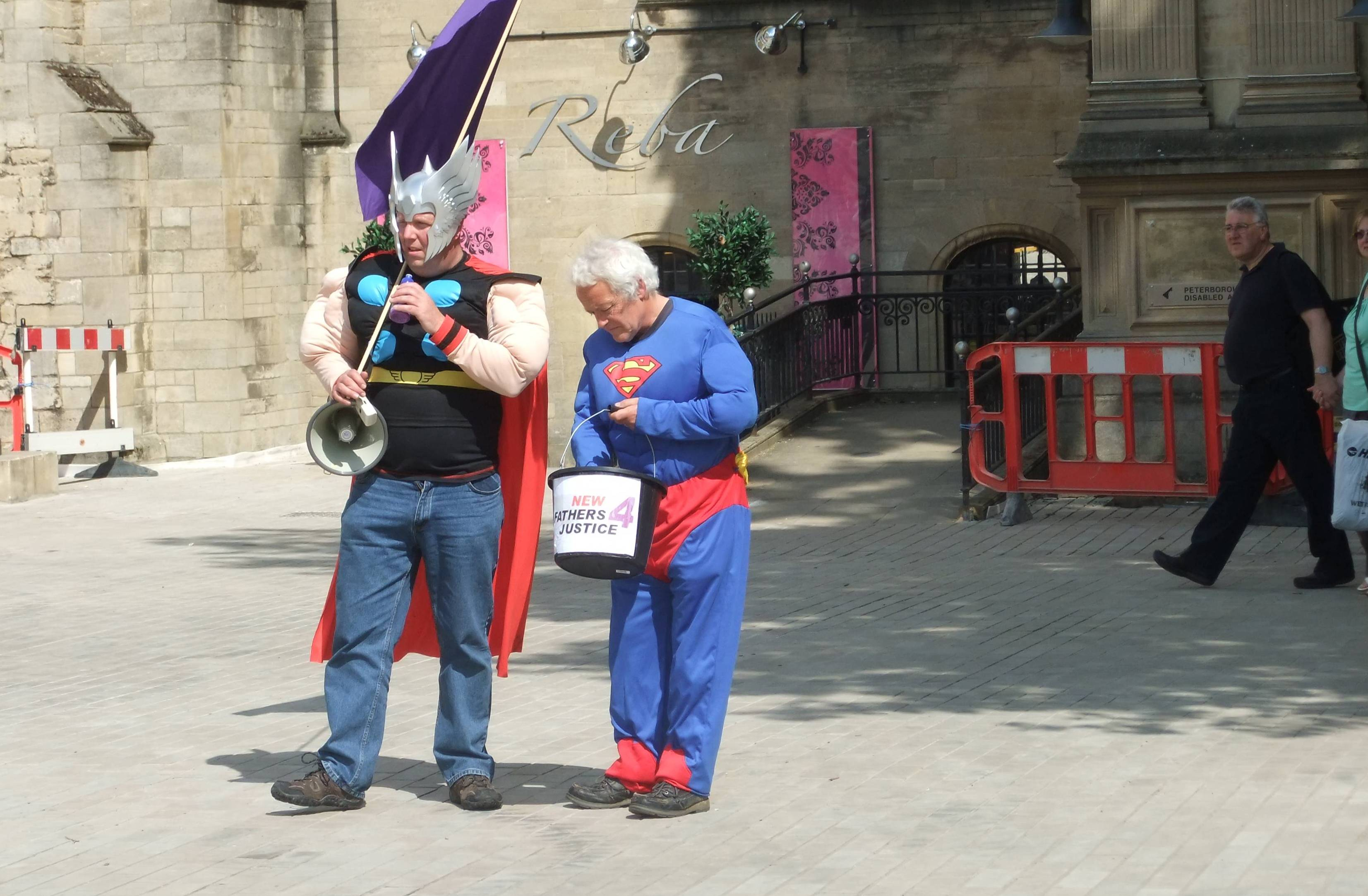
Dos manifestantes del grupo de derechos de padres Fathers 4 Justice en el Reino Unido protestando en Peterborough en 2010.

El derecho de familia es un área de profundo interés entre los grupos de derechos de hombres. Activistas de los derechos de los hombres argumentan que el sistema legal y las cortes de familia discriminan a los hombres, sobre todo en lo que respecta a la custodia de los hijos después del divorcio. Creen que los hombres no tienen los mismos derechos de contacto o derechos equitativos de custodia que su ex cónyuge y utilizan estadísticas de las custodias otorgadas como prueba de parcialidad judicial contra los hombres. Defensores de los derechos de los hombres tratan de cambiar el clima legal para estos a través de cambios en el derecho de familia, por ejemplo, mediante el cabildeo para dictar leyes que harían a la custodia compartida el acuerdo de custodia por defecto, excepto en los casos en que uno de los padres no es apto o no desea ejercerla. Adoptaron la retórica feminista de los «derechos» y la «igualdad» en su discurso, que enmarca las cuestiones de custodia como una cuestión de derechos civiles básicos. Algunos activistas de los derechos de los hombres sugieren que la falta de contacto con sus hijos hace que los padres estén menos dispuestos a pagar las pensiones alimenticias. Algunos otros citan el síndrome de alienación parental como una razón para conceder la custodia a los padres.
Los críticos argumentan que la investigación empírica no apoya la noción de parcialidad judicial contra los hombres y que los defensores de los derechos de los hombres interpretan las estadísticas en una forma que ignora el hecho de que la mayoría de los hombres deciden no reclamar la custodia. Los académicos critican el encuadre retórico que se da a las decisiones de custodia, afirmando que los defensores de los derechos de los hombres apelan a la «igualdad de derechos», sin especificar que derechos constitucionales creen que han sido violados. Los críticos afirman que la retórica de los grupos de los derechos de los hombres sobre las «necesidades» de los niños, que acompaña a su alegato en favor de la igualdad de derechos, ayuda a desviar las críticas de que está motivada por el interés propio y enmascara las propias reclamaciones de los defensores de los derechos de los hombres. Deborah Rhode sostiene que, contrariamente a las afirmaciones de algunos de los activistas de derechos de los hombres, la investigación muestra que la custodia legal conjunta no aumenta la probabilidad de que los padres pagarán la manutención de los hijos o permanecerán como padres involucrados.  Lundy Bancroft afirma que los tribunales de familia no protegen repetidamente a las mujeres maltratadas y a sus hijos al otorgar con frecuencia la custodia conjunta o exclusiva a los padres abusivos.

### Circuncisión
Activistas de los derechos de los hombres ven la circuncisión, especialmente la circuncisión neonatal de rutina como una violación de la integridad genital de los hombres. Critican que la mutilación genital femenina ha recibido más atención que la circuncisión masculina.
Algunos médicos y académicos han argumentado que la circuncisión es una violación del derecho de los hombres a la salud y la integridad corporal, mientras que otros se muestran en desacuerdo.

### Divorcio
Grupos de derechos de los hombres en los Estados Unidos comenzaron a organizarse en contra de la reforma del divorcio y problemas de custodia alrededor de la década de 1960. Hasta este momento, los maridos tenían el poder legal y el control sobre esposas e hijos. Los hombres involucrados en la organización inicial afirmaron que la ley de familia y divorcio los discriminaba y favorecía a sus esposas. Richard Doyle escribió sobre el punto de vista del movimiento de derechos de los hombres en relación con el manejo en las cortes de los divorcios y los procesos de custodia de los hijos:
Los tribunales de divorcio son con frecuencia como el matadero, con casi la misma compasión y talento. Funcionan como las agencias de cobro de los honorarios de los abogados, que son indignantes, robando niños y extorsionando a los hombres de maneras flagrantemente inconstitucionales ... Los hombres son considerados como meros invitados en sus propios hogares, de los que pueden ser expulsados en cualquier momento sujetos a los caprichos de las esposas y los jueces. Los hombres son expulsados de su casa y alejados de sus hijos contra su voluntad; luego, cuando no pueden emitir suficientes cheques de pago como para mantener a dos familias se los denomina "padres fugitivos." En contra de todos los principios de la justicia, los hombres son arrojados a la cárcel por no poder pagar la pensión alimenticia y la manutención, sin importar cuan irrazonable o injusta sea la "obligación".
Activistas de los derechos de los hombres afirman que los hombres están consciente o inconscientemente optando por no contraer matrimonio y participando en una «huelga de matrimonios», como resultado de la falta de beneficios en el matrimonio y las consecuencias emocionales y financieras del divorcio, incluyendo las pensiones alimenticias y las custodias de los hijos y las manutenciones. Activistas de los derechos de los hombres han argumentado que las leyes de divorcio y custodia violan los derechos individuales de los hombres a igual protección. Gwendolyn Leachman escribió que este tipo de encuadre "resta importancia a los sesgos sistémicos que enfrentan las mujeres que justifican las leyes de protección de divorcio y custodia."

### Violencia doméstica
Defensores de los derechos de los hombres describen la violencia doméstica cometida por mujeres contra los hombres como un problema que es ignorado y se sub denuncia, en parte porque los hombres son reacios a describirse a sí mismos como víctimas. Afirman que las mujeres son tan o más agresivas que los hombres en las relaciones y que la violencia doméstica es simétrica, sin importar el sexo. Citan con frecuencia la investigación de conflictos de familia hecha por Murray Straus y Richard Gelles como evidencia de simetría de género. Defensores de los derechos de los hombres sostienen que los sistemas judiciales aceptan con demasiada facilidad falsas acusaciones de violencia doméstica formuladas por mujeres contra sus parejas masculinas. Defensores de los derechos de los hombres han sido críticos de las protecciones legales, políticas y prácticas de las mujeres maltratadas, haciendo campaña en pro de refugios de violencia doméstica para hombres maltratados y para que el sistema legal reciba educación acerca de la violencia de las mujeres contra los hombres.
En respuesta a tales afirmaciones, el experto en violencia familiar Richard Gelles publicó un artículo titulado Violencia doméstica: no es un campo de juego uniforme y acusó al movimiento por los derechos de los hombres de distorsionar los resultados de su investigación sobre la violencia de hombres y mujeres para promover una agenda misógina. Los críticos han rechazado la investigación errónea citada por los activistas de los derechos de los hombres y disputan sus afirmaciones de que tal violencia es simétrica de género, sugiriendo que el enfoque en la violencia de las mujeres se deriva de una agenda política para minimizar la gravedad del problema de la violencia de los hombres contra las mujeres y los niños, y socavar los servicios a las mujeres maltratadas. Los grupos de derechos de los hombres han presionado para bloquear el financiamiento estatal a los refugios para mujeres maltratadas, alegando que la financiación solo de albergues para mujeres viola la cláusula de igual protección de la Enmienda 14.

### Educación
Activistas de los derechos de los hombres describen la educación de los niños como en crisis, con los niños que tienen reducido el rendimiento escolar y la motivación en comparación con las niñas. Los partidarios culpan a la influencia del feminismo en la educación por la discriminación y la opresión sistemática de los niños en el sistema educativo. Critican lo que describen como la «feminización» de la educación, afirmando que el predominio de profesoras, el enfoque en las necesidades de las niñas, así como planes de estudio y métodos de evaluación que favorecen a las niñas han resultado represivas y restrictivas para hombres y niños. Grupos de derechos de los hombres piden un mayor reconocimiento de la masculinidad, un mayor número de modelos masculinos a seguir, más deportes competitivos y las mayores responsabilidades para los niños en el entorno escolar. También han defendido rutinas escolares claras, estructuras escolares más tradicionales, incluyendo clases de un solo sexo y disciplina más estricta.
Los críticos sugieren que los grupos de derechos de los hombres ven a los niños como un grupo homogéneo que comparte experiencias comunes en la escolarización y que no tienen suficientemente en cuenta en su análisis cómo las respuestas a los planteamientos educativos pueden ser diferentes según la edad, la cultura, la etnia, la sexualidad, la religión y clase. También afirman que se ignora el hecho de que los niños y adolescentes varones fuesen socializados para ver los certificados de graduación como «inservibles», ya que las carreras más masculinizadas no requieren de ello.
En Australia, el discurso del movimiento de los derechos de los hombres ha influido en los documentos de política del gobierno; menor impacto se ha notado en el Reino Unido, donde el movimiento feministas y activistas por los derechos de la mujer han tenido históricamente menos influencia en la política educativa.

### Privilegio femenino
El movimiento derechos del hombre niega que los hombres sean privilegiados en relación con las mujeres. El movimiento se divide en dos bandos: los que consideran que ambos sexos son perjudicados por igual por el sexismo y los que ven que la sociedad brinda respaldo a la degradación de los hombres y a la defensa de privilegio femenino.

### Estructuras gubernamentales
Grupos de derechos de los hombres han pedido la creación de estructuras gubernamentales enfocadas en asuntos masculinos, destinadas a abordar los problemas específicos de los hombres y niños, incluyendo la educación, la salud, el trabajo y el matrimonio. Grupos de derechos de los hombres en India han pedido la creación de un Ministerio de bienestar de los hombres y de una Comisión nacional para los hombres, así como la abolición de la Comisión nacional de la mujer. En el Reino Unido, la creación de un Ministerio de hombres análogo al existente Ministerio de la Mujer, ha sido propuesta por David Amess, miembro de la Cámara de los Comunes y Lord Northbourne, pero fueron rechazadas por el gobierno de Tony Blair. En los Estados Unidos, Warren Farrell encabeza una comisión se centra en la creación de un «Consejo de la Casa Blanca sobre Niños y Hombres» como contrapartida al «Consejo de la Casa Blanca sobre Mujeres y Niñas», que se formó en marzo de 2009.

### Salud
Activistas de los derechos de los hombres ven los problemas de salud que enfrentan los hombres y la esperanza de vida masculina más corta en comparación con las mujeres como evidencia de la discriminación y la opresión. Afirman que el feminismo ha dado lugar a que los problemas de salud de las mujeres sean privilegiados a expensas de los de los hombres. Resaltan problemáticas como las mayores tasas de suicidio en los hombres que llegan a triplicar al de las mujeres.
Y destacan ante dichas problemáticas la ausencia o notable falta de financiación para paliar los problemas de salud de los hombres en comparación con las de las mujeres, señalando por ejemplo que la investigación del cáncer de próstata recibe menos fondos que la investigación del cáncer de mama. David Benatar ha sugerido que debe invertirse más dinero en la investigación de salud de los hombres con el fin de reducir la disparidad entre hombres y mujeres en cuanto a esperanza de vida se refiere.
Algunos han criticado estas afirmaciones, indicando, como Michael Messner dice, que sus peores resultados de salud son los altos costos pagados por los hombres «de conformidad con las definiciones estrechas de la masculinidad que prometen llevarlos a obtener estatus y privilegio» y que estos costos caen desproporcionadamente sobre los hombres marginados social y económicamente. Desde este punto de vista, y de acuerdo con Michael Flood, la salud de los hombres mejoraría «derribando nociones destructivas de la masculinidad, un sistema económico que valora los beneficios y la productividad sobre la salud de los trabajadores y la ignorancia de los proveedores de servicios» en lugar de culpar a movimientos ajenos de la salud.

### Servicio militar
Activistas de derechos de los hombres en los EE. UU. han sostenido que el servicio militar obligatorio para los varones es un ejemplo de discriminación contra los hombres.
En 1971, los opositores a la guerra en los Estados Unidos iniciaron una demanda colectiva alegando que el reclutamiento solo de varones violaba sus derechos a igual protección bajo la Constitución de Estados Unidos. Cuando el caso,  Rostker v. Goldberg , llegó a la Corte Suprema en 1981, fueron apoyados por un grupo de derechos de hombres y varios grupos de mujeres, entre ellas la Organización Nacional de Mujeres (NOW por sus siglas en inglés). Sin embargo, la Corte Suprema confirmó la Ley de Servicio Militar Selectivo, afirmando que «el argumento para reclutar a las mujeres se basa en consideraciones de equidad, pero el Congreso tenía derecho, en el ejercicio de sus facultades constitucionales, a centrarse en la cuestión de la necesidad militar, en lugar de en la equidad.»

### Fraude de paternidad
Grupos de derechos de hombres y de padres han declarado que existen altos niveles de paternidad mal atribuida o «fraude de paternidad», donde los hombres están criando y/o manteniendo financieramente niños que no son biológicamente suyos. Ellos tienen puntos de vista biológicos sobre la paternidad, con énfasis en el imperativo de que la paternidad es de base genética, en lugar de basarse en los aspectos sociales. Afirman que los hombres no deben ser obligados a mantener a los niños engendrados por otro hombre y que los hombres se ven perjudicados porque se crea una relación entre un hombre y sus hijos no biológicos al tiempo que niega a los niños y su padre biológico la experiencia y el conocimiento de su historia genética. Además, a los padres no biológicos se les niegan los recursos necesarios para tener sus propios hijos biológicos en otra relación. Activistas de los derechos de los hombres apoyan el uso de pruebas de paternidad para tranquilizar a los padres presuntos sobre la paternidad del niño; grupos de derechos de los hombres y de los padres han solicitado se efectúen pruebas de paternidad obligatorias a todos los niños.
Han hecho campaña enérgicamente en apoyo de los hombres que se ha demostrado mediante pruebas genéticas no ser el padre biológico de los niños, pero que sin embargo están obligados a ser financieramente responsables de los mismos. Impulsados por estas preocupaciones, los legisladores en ciertas jurisdicciones han apoyado este punto de vista biológico y han aprobado leyes que proporcionan alivio en los pagos de manutención de niños, cuando se demostró que determinado hombre no era el padre biológico. Grupos de derechos de los hombres australianos se han opuesto a las recomendaciones de un informe de la Comisión de Reforma Legislativa de Australia y del Consejo Nacional de Salud y de Investigación Médica que requeriría el consentimiento de ambos padres para la prueba de paternidad de los niños pequeños y a las leyes que harían ilegal obtener una muestra para la prueba de ADN, sin el consentimiento de la persona muestreada.
El sociólogo Michael Gilding afirma que los activistas de derechos de los hombres han exagerado la magnitud de la paternidad mal atribuida, que él estima en alrededor del 1 al 3%. Se opuso por innecesarias a los llamados de efectuar pruebas de paternidad obligatorias a todos los niños. Incluso las estimaciones más bajas de la prevalencia del fraude de paternidad sugieren que afecta a decenas de miles de hombres sólo en los EE. UU.

### Prisión
Activistas de los derechos de los hombres señalan la aplicación de penas de prisión distintas para hombres y mujeres como evidencia de discriminación. Warren Farrell cita evidencia de que los hombres reciben penas de prisión más severas y son más propensos a ser condenados a muerte en Estados Unidos. Él critica la creencia de la sociedad de que las mujeres son más inocentes y creíbles, así como las defensas basadas en las mujeres maltratadas y el infanticidio. Critica las condiciones de los hombres en las cárceles y la falta de atención por las autoridades a la violación en prisión de hombre a hombre.

### Violación

#### Acusaciones falsas
Algunos activistas de los derechos de los hombres se ocupan de las falsas acusaciones de violación y de asalto sexual con el deseo de proteger a los hombres inocentes de las consecuencias negativas de las mismas.
Los defensores de los derechos de los hombres creen que nombrar al acusado mientras se proporciona el anonimato al acusador (víctima) fomenta el abuso de este tipo. Defensores de los derechos de los hombres también han afirmado que la violación «ha sido utilizada como una estafa». Otros estudios internacionales de Australia, Gran Bretaña y la Oficina Federal de Investigaciones han encontrado que el porcentaje de alegaciones de violación falsas o sin fundamento estimadas es de alrededor del 2% al 8%.
Para discutir el tema de las falsas acusaciones de violación, las categorías de «falso» e «infundado» a menudo se combinan, como la Coalición Nacional de Hombres citando informes como el resumen del FBI de 1996 que encuentra una tasa del 8% por violación forzada sin fundamento, que es cuatro veces más alto que el promedio de todos los delitos indexados en su conjunto. Los expertos enfatizan que las falsas acusaciones verificadas son una categoría distinta de las acusaciones infundadas, y combinarlas es falaz.

#### Criminalización de la violación marital
Algunos grupos de derechos de los hombres se oponen a la legislación y a las decisiones judiciales que penalizan a violación conyugal en el Reino Unido, en los Estados Unidos y en India. Las razones de la oposición incluyen preocupaciones sobre falsas acusaciones relacionadas con procesos de divorcio, la creencia de que el sexo dentro del matrimonio es parte de la institución y en India la ansiedad acerca de las relaciones y acerca del futuro del matrimonio con tal legislación, que da a las mujeres "derechos groseramente desproporcionados". Virag Dhulia de la Save Indian Family Foundation, una organización de derechos de los hombres, se ha opuesto a los esfuerzos recientes de criminalidad la violación conyugal en la India, con el argumento de que «ninguna relación funcionará si se aplican estas reglas».

### Asuntos reproductivos
En 2006, el Centro Nacional de Hombres estadounidense respaldó una demanda conocida como Dubay vs Wells. El caso trataba sobre si los hombres debían tener la oportunidad de rechazar todos los derechos y responsabilidades de paternidad en caso de un embarazo no planeado. Los partidarios dijeron que esto permitiría a la mujer contar con el tiempo para tomar una decisión informada y dar a los hombres los mismos derechos reproductivos que a las mujeres. El caso y la apelación fueron desestimados; la Corte de Apelaciones de los Estados Unidos (Sexto Circuito) indicó que ningún padre tiene derecho a cortar sus responsabilidades financieras para con un niño, y que «la afirmación de Dubay de que el derecho de un hombre a negar la paternidad sería análogo a un derecho de la mujer al aborto se basa en una falsa analogía». (Véase Aborto de papel).
Cabe señalar que, incluso en los países donde está prohibido el aborto o si no se quiere recurrir a él, hay una grave discriminación contra los varones en este asunto: una mujer soltera que tenga un hijo puede cederlo en adopción y no tendrá que mantenerlo ni pagar una pensión. En cambio, un padre soltero puede ser obligado a pagar una pensión de alimentos, incluso cuando el niño haya sido concebido mediante engaño («paternidad forzada»). La feminista francesa Évelyne Sullerot, en relación con la «paternidad forzada» señaló en su libro El nuevo padre: un nuevo padre para un nuevo mundo (1993): «Simultáneamente, la mujer ha adquirido, a la vez que el derecho de no procrear y los medios para no hacerlo, la posibilidad práctica de procrear contra la voluntad del padre o ignorándolo éste, sin que el derecho se oponga a dicho proyecto. Le basta a la mujer con dejar de tomar medidas anticonceptivas mientras asegura lo contrario a su pareja, con lo cual tiene muchas probabilidades de quedar embarazada; mientras, su pareja, nolens volens, queda obligada a aceptar la situación y a asumir una paternidad que le ha sido impuesta mediante engaño. (...) En pocos años, la suma de la anticoncepción eficaz y el aborto autorizado ha proporcionado a las mujeres una libertad y un poder sobre la procreación muy superiores a los que pueden disponer los hombres. A ello se añade, en Francia, (...) la posibilidad que se abre ante la madre, en el momento en que nace un hijo no deseado, de abandonarlo sin temor a persecuciones ni a condenas. (...) No existe ninguna posibilidad equivalente para que el hombre reconocido como padre pueda liberarse de su paternidad. Bajo la amenaza de persecuciones, está obligado a asumir a todo hijo que haya procreado, incluso cuando ha procedido involuntariamente o con ignorancia.»
Un caso de «paternidad forzada» fue el del extenista Boris Becker por parte de la modelo Angelika Ermakova, que voluntariamente le hizo una felación y luego uso el semen para hacerse inseminar con él. En julio de 2001, Boris Becker acordó pagarle a la modelo cinco millones de dólares.

### Seguridad social y seguros
Grupos de derechos de los hombres sostienen que las mujeres reciben prestaciones de seguridad social y fiscales superiores que los hombres. Warren Farrell afirma que hombres en los Estados Unidos pagan más por la seguridad social, pero que las mujeres en total reciben más en beneficios y que esa discriminación contra los hombres en los seguros y las pensiones no ha sido reconocida.

### Suicidio
Los activistas de los derechos de los hombres apuntan a tasas de suicidio más altas en los hombres en comparación con las mujeres. En los Estados Unidos, por ejemplo, la proporción de muertes por suicidio de hombre a mujer varía, aproximadamente, entre 3: 1 y 10: 1. Sin embargo, los estudios han encontrado una sobrerrepresentación de mujeres en intentos o incompletos de suicidios y hombres en suicidio completo.
Se argumenta que este fenómeno, denominado la «paradoja de género del suicidio», deriva de una tendencia de las mujeres a utilizar métodos menos letales y un mayor acceso de los hombres y el uso de métodos letales.

## Críticas
Algunos investigadores consideran al movimiento derechos del hombre como una reacción en contra del feminismo. El Southern Poverty Law Center, una organización no gubernamental alineada con la izquierda política, ha declarado que aunque algunos de los sitios web, blogs y foros relacionados con el movimiento «expresan quejas legítimas y, a veces, inquietantes sobre el trato a los hombres, lo más notable es el tono misógino que prevalece».  Las reclamaciones y actividades asociadas con algunos miembros del movimiento por los derechos de los hombres han sido criticadas y calificadas de odiosas, violentas y sin importancia por parte del Southern Poverty Law Center y muchos otros. En 2018, dicha organización clasificó al movimiento de derechos de los hombres como parte de una ideología del odio bajo las bases del patriarcado y la supremacía masculina.
Algunos sectores del movimiento ha sido descritos como misógino, y las desventajas percibidas que algunos hombres sienten se argumenta que a menudo se debe a la pérdida de ventajas y privilegios.
Al ser un movimiento nuevo en relación con el feminismo, hay una asimetría en la cantidad de fuentes bibliográficas y de financiamiento de estudios. El movimiento por los derechos de los hombres ha sido criticado por exhibir tendencias misóginas. El Southern Poverty Law Center ha declarado que aunque algunos de los sitios web, blogs y foros relacionados con el movimiento «expresan quejas legítimas y, a veces, inquietantes sobre el trato a los hombres, lo más notable es el tono misógino que prevalece» Después de una investigación adicional sobre el movimiento, el SPLC elaboró: «Un deseo ligeramente velado por el dominio de las mujeres y la convicción de que el sistema actual oprime a los hombres en favor de las mujeres son los principios unificadores de la cosmovisión supremacista masculina». Otros estudios han apuntado a grupos de derechos de los hombres en la India que intentan cambiar o abolir por completo las protecciones legales importantes para las mujeres como una forma de ansiedad patriarcal, además de ser hostiles hacia las mujeres.
La profesora Ruth M. Mann, de la Universidad de Windsor en Canadá, sugiere que los grupos de derechos de los hombres «alimentan una retórica internacional de odio y victimización mediante la difusión de información errónea a través de foros en línea y sitios web que contienen diatribas contra el feminismo, exesposas, albergues que se actualizan constantemente y los sistemas de derecho de familia y justicia penal». Según Mann, estas historias reavivan su odio y refuerzan sus creencias de que el sistema está predispuesto contra los hombres y que las mujeres son responsables en gran escala y un «encubrimiento» continuo de la victimización de los hombres. Mann dice que aunque la legislación existente en Canadá reconoce que los hombres también son víctimas de violencia doméstica, los defensores de los derechos de los hombres exigen que el gobierno reconozca que ellos son víctimas de la violencia doméstica por igual o más, afirmaciones no respaldadas por los datos. Mann también afirma que, a diferencia de los grupos feministas, que han abogado por los servicios de violencia doméstica en nombre de otros grupos históricamente oprimidos (además de las mujeres) como las personas afectadas por la pobreza, el origen étnico, la discapacidad, la orientación sexual, etc., los grupos de derechos de los hombres han intentaron alcanzar sus objetivos oponiéndose activamente e intentando desmantelar los servicios y apoyos implementados para proteger a las mujeres y niños maltratados.
La experta en abuso doméstico, Lundy Bancroft, calificó los derechos de los hombres como «la cruzada del abusador» y dijo que las actitudes del movimiento contribuyen al abuso de las mujeres.
Otros investigadores, como Michael Flood, han acusado al movimiento por los derechos de los hombres, particularmente a los grupos de derechos de los padres en Australia, de poner en peligro a las mujeres, los niños e incluso a los mismos hombres que están en mayor riesgo de abuso y violencia. Flood afirma que los grupos de derechos de los hombres y de los derechos de los padres en Australia persiguen la «igualdad con la venganza» o políticas iguales con resultados y motivos negativos para restablecer la autoridad paterna sobre el bienestar de los niños y las mujeres.